# Tuesday Weld
Tuesday Weld (Susan Ker Weld; Nueva York, 27 de agosto de 1943) es una actriz estadounidense. Empezó a actuar a una temprana edad y progresó a roles más maduros en la década de 1950. Ganó un Globo de oro a mejor actriz promesa en 1960. Durante la siguiente década estableció una importante carrera interpretando papeles dramáticos en cine.
Su trabajo, centrado en los papeles de reparto, fue valorado con una nominación a los Globos de oro por Play It as It Lays (1972), una nominación a los premios de la Academia por Looking for Mr. Goodbar (1977), un premio Emmy por The Winter of Our Discontent (1983) y un premio BAFTA por Once Upon a Time in America (1984). A partir de la década de 1980, sus apariciones en cine empezaron a hacerse menos frecuentes. En 2001 apareció en la película independiente Chelsea Walls interpretando el papel de Greta. Hasta la fecha ha sido su última aparición en la pantalla grande.

## Filmografía

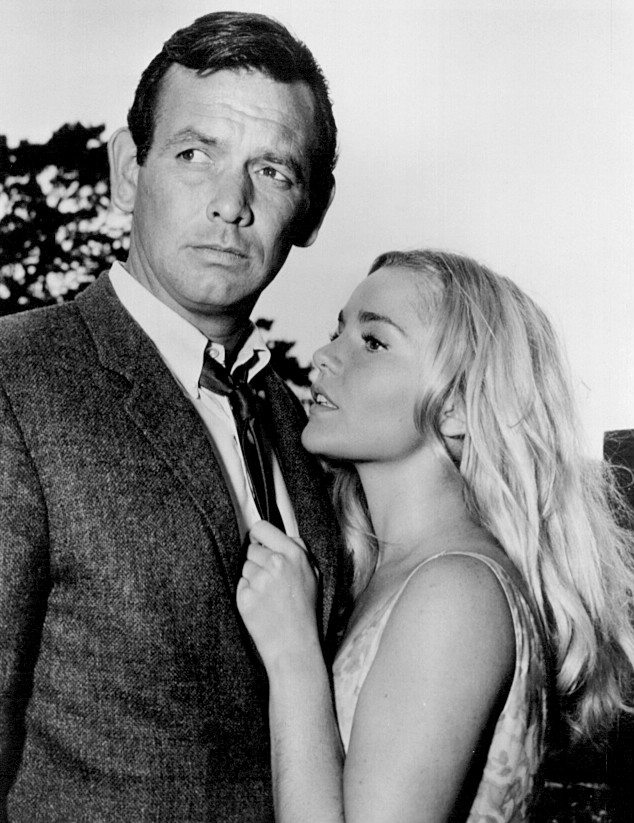
Tuesday Weld y David Janssen en 1964.

### Cine y televisión
| Año  | Cinta                             | Rol                   | Notas                                   |
| ---- | --------------------------------- | --------------------- | --------------------------------------- |
| 1956 | ¡Rock, Rock, Rock!                | Dori Graham           |                                         |
| 1958 | Rally 'Round the Flag, Boys!      | Comfort Goodpasture   |                                         |
| 1959 | The Five Pennies                  | Dorothy Nichols       |                                         |
| 1960 | Because They're Young             | Anne Gregor           |                                         |
| 1960 | Sex Kittens Go to College         | Jody                  |                                         |
| 1960 | High Time                         | Joy Elder             |                                         |
| 1960 | The Private Lives of Adam and Eve | Vangie Harper         |                                         |
| 1961 | Return to Peyton Place            | Selena Cross          |                                         |
| 1961 | Wild in the Country               | Noreen Braxton        |                                         |
| 1962 | Bachelor Flat                     | Libby Bushmill        |                                         |
| 1962 | Naked City                        | Ora Mae Youngham      | Episodio: "A Case Study of Two Savages" |
| 1963 | Soldier in the Rain               | Bobby Jo Pepperdine   |                                         |
| 1965 | I'll Take Sweden                  | JoJo Holcomb          |                                         |
| 1965 | The Cincinnati Kid                | Christian Rudd        |                                         |
| 1966 | Lord Love a Duck                  | Barbara Ann Greene    |                                         |
| 1968 | Pretty Poison                     | Sue Ann Stepanek      |                                         |
| 1970 | I Walk the Line                   | Alma McCain           |                                         |
| 1971 | A Safe Place                      | Susan/Noah            |                                         |
| 1972 | Play It as It Lays                | Maria Wyeth Lang      | Nominada al Globo de oro                |
| 1974 | Reflections of Murder             | Vicky                 |                                         |
| 1976 | F. Scott Fitzgerald in Hollywood  | Zelda Fitzgerald      | TV                                      |
| 1977 | Looking for Mr. Goodbar           | Katherine             | Nominada al premio de la Academia       |
| 1978 | Who'll Stop the Rain              | Marge Converse        |                                         |
| 1980 | Serial                            | Kate Linville Holroyd |                                         |
| 1981 | Madame X                          | Holly Richardson      | TV                                      |
| 1981 | Thief                             | Jessie                |                                         |
| 1982 | Author! Author!                   | Gloria Travalian      |                                         |
| 1982 | The Rainmaker                     | Lizzie                | TV                                      |
| 1983 | The Winter of Our Discontent      | Margie Young-Hunt     | TV                                      |
| 1984 | Once Upon a Time in America       | Carol                 | Nominada al premio BAFTA                |
| 1986 | Circle of Violence                | Georgia Benfield      |                                         |
| 1988 | Heartbreak Hotel                  | Marie Wolfe           |                                         |
| 1993 | Falling Down                      | Amanda Pendergast     |                                         |
| 1996 | Feeling Minnesota                 | Nora Clayton          |                                         |
| 2001 | Investigating Sex                 | Sasha Faldo           |                                         |
| 2001 | Chelsea Walls                     | Greta                 |                                         |

## Premios y nominaciones
Premios Óscar
| Año  | Categoría               | Película                | Resultado |
| ---- | ----------------------- | ----------------------- | --------- |
| 1978 | Mejor actriz de reparto | Buscando al Sr. Goodbar | Nominada  |